# هانس فوغل (طبيب)
هانس فوغل (بالألمانية: Hans Vogel)‏ هو طبيب ألماني، ولد في 1900 في درسدن في ألمانيا، وتوفي في 1980.